# Скипетр и Рука Правосудия
Ски́петр и Рука́ Правосу́дия (лат. Sceptrum et Manus Iustitiae) — новое, отменённое созвездие северного полушария неба. Находилось на месте, где ныне расположено созвездие Ящерица. Было предложено французским астрономом Августином Ройе в 1679 году. Ройе посвятил его королю Людовику XIV, отметив, что звезды созвездия были скрыты от глаз наблюдателей до тех пор, пока слава короля не преумножилась его победами.
У созвездия были альтернативные сокращенные версии: Скипетр Франции и Императорский Скипетр (Sceptrum Imperiale).